# Lijst van voetbalinterlands Portugal - Zwitserland
Deze lijst van voetbalinterlands is een overzicht van alle officiële voetbalwedstrijden tussen de nationale teams van Portugal en Zwitserland. De landen speelden tot op heden 26 keer tegen elkaar. De eerste ontmoeting, een kwalificatiewedstrijd voor het Wereldkampioenschap voetbal 1938, werd gespeeld in Milaan (Italië) op 1 mei 1938. Het laatste duel, een achtste finale tijdens het Wereldkampioenschap voetbal 2022, vond plaats op 6 december 2022 in Lusail (Qatar).

## Wedstrijden
| №  | Plaats    | Datum             | Competitie                  | Wedstrijd              | Uitslag |
| -- | --------- | ----------------- | --------------------------- | ---------------------- | ------- |
| 1  | Milaan    | 1 mei 1938        | WK 1938 kwalificatie        | Portugal – Zwitserland | 1 – 2   |
| 2  | Lausanne  | 6 november 1938   | Vriendschappelijk           | Zwitserland – Portugal | 1 – 0   |
| 3  | Lissabon  | 12 februari 1939  | Vriendschappelijk           | Portugal – Zwitserland | 2 – 4   |
| 4  | Lissabon  | 1 januari 1942    | Vriendschappelijk           | Portugal – Zwitserland | 3 – 0   |
| 5  | Bazel     | 21 mei 1945       | Vriendschappelijk           | Zwitserland – Portugal | 1 – 0   |
| 6  | Lissabon  | 5 januari 1947    | Vriendschappelijk           | Portugal – Zwitserland | 2 – 2   |
| 7  | Genève    | 16 mei 1959       | Vriendschappelijk           | Zwitserland – Portugal | 4 – 3   |
| 8  | Zürich    | 29 april 1964     | Vriendschappelijk           | Zwitserland – Portugal | 2 – 3   |
| 9  | Lissabon  | 16 april 1969     | WK 1970 kwalificatie        | Portugal – Zwitserland | 0 – 2   |
| 10 | Bern      | 2 november 1969   | WK 1970 kwalificatie        | Zwitserland – Portugal | 1 – 1   |
| 11 | Bern      | 13 november 1974  | Vriendschappelijk           | Zwitserland – Portugal | 3 – 0   |
| 12 | Funchal   | 30 maart 1977     | Vriendschappelijk           | Portugal – Zwitserland | 1 – 0   |
| 13 | Lugano    | 24 maart 1982     | Vriendschappelijk           | Zwitserland – Portugal | 2 – 1   |
| 14 | Bern      | 29 oktober 1986   | EK 1988 kwalificatie        | Zwitserland – Portugal | 1 – 1   |
| 15 | Porto     | 11 november 1987  | EK 1988 kwalificatie        | Portugal – Zwitserland | 0 – 0   |
| 16 | Lissabon  | 26 april 1989     | WK 1990 kwalificatie        | Portugal – Zwitserland | 3 – 1   |
| 17 | Neuchâtel | 20 september 1989 | WK 1990 kwalificatie        | Zwitserland – Portugal | 1 – 2   |
| 18 | Bern      | 31 maart 1993     | WK 1994 kwalificatie        | Zwitserland – Portugal | 1 – 1   |
| 19 | Porto     | 13 oktober 1993   | WK 1994 kwalificatie        | Portugal – Zwitserland | 1 – 0   |
| 20 | Bazel     | 15 juni 2008      | EK 2008                     | Zwitserland – Portugal | 2 – 0   |
| 21 | Bazel     | 6 september 2016  | WK 2018 kwalificatie        | Zwitserland – Portugal | 2 – 0   |
| 22 | Lissabon  | 10 oktober 2017   | WK 2018 kwalificatie        | Portugal – Zwitserland | 2 – 0   |
| 23 | Porto     | 5 juni 2019       | UEFA Nations League 2018/19 | Portugal – Zwitserland | 3 – 1   |
| 24 | Lissabon  | 5 juni 2022       | UEFA Nations League 2022/23 | Portugal − Zwitserland | 4 − 0   |
| 25 | Genève    | 12 juni 2022      | UEFA Nations League 2022/23 | Zwitserland − Portugal | 1 − 0   |
| 26 | Lusail    | 6 december 2022   | WK 2022                     | Portugal – Zwitserland | 6 − 1   |

## Samenvatting
| Competitie          | Totaal gespeeld | Winst Portugal | Gelijk | Winst Zwitserland | Doelsaldo Portugal – Zwitserland |
| ------------------- | --------------- | -------------- | ------ | ----------------- | -------------------------------- |
| WK-eindronde        | 1               | 1              | 0      | 0                 | 6 − 1                            |
| WK-kwalificatie     | 9               | 4              | 2      | 3                 | 11 − 10                          |
| EK-eindronde        | 1               | 0              | 0      | 1                 | 0 − 2                            |
| EK-kwalificatie     | 2               | 0              | 2      | 0                 | 1 − 1                            |
| UEFA Nations League | 3               | 2              | 0      | 1                 | 7 − 2                            |
| Vriendschappelijk   | 10              | 3              | 1      | 6                 | 15 − 19                          |
| Totaal              | 26              | 10             | 5      | 11                | 40 − 35                          |

## Details

### Twaalfde ontmoeting
| Vriendschappelijk (Funchal, Portugal, 30 maart 1977): |       |             |
| Portugal | 1 – 0 | Zwitserland |
| João Resende Alves 50' | goals |             |
| - Debuut van Gabriel Mendes (FC Porto), Nelinho (Benfica) en Baltasar (Sporting Lissabon) voor Portugal. - Eerste interland van Zwitserland onder leiding van bondscoach Roger Vonlanthen. - Debuut van Claudio Sulser (Grasshopper-Club) voor Zwitserland. |       |             |

### Dertiende ontmoeting
| Vriendschappelijk (Lugano, Zwitserland, 24 maart 1982): |       |          |
| Zwitserland                                             | 2 – 1 | Portugal |
| Gianpietro Zappa 43' André Egli 60'                     | goals | 34' Nené |

### Achttiende ontmoeting
| WK 1994 kwalificatie (Bern, Zwitserland, 31 maart 1993): |       |                 |
| Zwitserland                                              | 1 – 1 | Portugal        |
| Stéphane Chapuisat 39'                                   | goals | 44' José Semedo |

### Negentiende ontmoeting
| WK 1994 kwalificatie (Porto, Portugal, 13 oktober 1993): |       |             |
| Portugal                                                 | 1 – 0 | Zwitserland |
| João Vieira Pinto 9'                                     | goals |             |

### Twintigste ontmoeting
| EK 2008 (Basel, Zwitserland, 15 juni 2008): |              | |
| Zwitserland | 2 – 0        | Portugal |
| Hakan Yakın 71' Hakan Yakın 83' | goals        | |
| Jakob Kuhn | bondscoach   | Luiz Felipe Scolari |
| Pascal Zuberbühler Ludovic Magnin Philippe Senderos Stephan Lichtsteiner 83' Gökhan Inler Hakan Yakın 86' Eren Derdiyok Gelson Fernandes Valon Behrami Patrick Müller Johan Vonlanthen 61' | opstellingen | Ricardo Pereira 41' Paulo Ferreira Bruno Alves Fernando Meira Raul Meireles Miguel Pepe Ricardo Quaresma 71' Miguel Veloso Nani 74' Hélder Postiga |
| Tranquillo Barnetta 61' Ricardo Cabanas 86' Stéphane Grichting 83' | wissels      | 74' Hugo Almeida 71' João Moutinho 41' Jorge Ribeiro                                                                                               |
| Hakan Yakın 27' Gelson Fernandes 90+2' Johan Vonlanthen 37' Tranquillo Barnetta 81' | gele kaarten | 30' Paulo Ferreira 78' Fernando Meira 81' Miguel 64' Jorge Ribeiro                                                                                 |
| - Laatste interland van Zwitserland onder leiding van bondscoach Jakob "Köbi" Kuhn. |              | |

FPF · A-internationals · Selecties · Statistieken · Bondscoaches · Portugees vrouwenelftal · Olympisch elftal · Portugal U21 · Portugal U20 · Portugal U19 · Portugal U18 · Portugal U17 · Vrouwen U17
1921 – 1929 · 
1930 – 1939 · 
1940 – 1949 · 
1950 – 1959 · 
1960 – 1969 · 
1970 – 1979 · 
1980 – 1989 · 
1990 – 1999 · 
2000 – 2009 · 
2010 – 2019 · 
2020 – 2029
EK's: 1984 · 
1996 · 
2000 · 
2004 · 
2008 · 
2012 · 
2016 · 
2020 · 
2024
WK's: 1966 · 
1986 · 
2002 · 
2006 · 
2010 · 
2014 · 
2018 · 
2022
OS: 1928 · 
1996 · 
2004 · 
2016
1921 · 
1922 · 
1923 · 
1924 · 
1925 · 
1926 · 
1927 · 
1928 · 
1929 · 
1930 · 
1931 · 
1932 · 
1933 · 
1934 · 
1935 · 
1936 · 
1937 · 
1938 · 
1939 · 
1940 · 
1942 · 
1943 · 1944 · 
1945 · 
1946 · 
1947 · 
1948 · 
1949 ·
1950 · 
1951 · 
1952 · 
1953 · 
1954 · 
1955 · 
1956 · 
1957 · 
1958 · 
1959 ·
1960 · 
1961 · 
1962 ·
1963 ·
1964 · 
1965 · 
1966 · 
1967 · 
1968 · 
1969 ·
1970 · 
1971 · 
1972 · 
1973 · 
1974 · 
1975 · 
1976 · 
1977 · 
1978 · 
1979 ·
1980 · 
1981 · 
1982 · 
1983 · 
1984 · 
1985 · 
1986 · 
1987 · 
1988 · 
1989 · 
1990 · 
1991 ·
1992 · 
1993 · 
1994 · 
1995 · 
1996 · 
1997 · 
1998 · 
1999 · 
2000 · 
2001 · 
2002 · 
2003 · 
2004 · 
2005 · 
2006 · 
2007 · 
2008 · 
2009 · 
2010 · 
2011 · 
2012 · 
2013 ·
2014 ·
2015 ·
2016 ·
2017 ·
2018 ·
2019 ·
2020 ·
2021 ·
2022
Albanië ·
Algerije ·
Andorra ·
Angola ·
Argentinië ·
Armenië ·
Azerbeidzjan ·
België ·
Bolivia ·
Bosnië-Herzegovina ·
Brazilië ·
Bulgarije ·
Canada ·
Chili ·
China ·
Cyprus ·
DDR ·
Denemarken ·
Duitsland ·
Ecuador ·
Egypte ·
Engeland ·
Estland ·
Faeröer ·
Finland ·
Frankrijk ·
Gabon ·
Georgië ·
Ghana ·
Gibraltar ·
Griekenland ·
Hongarije ·
Ierland ·
IJsland ·
Iran ·
Israël ·
Italië ·
Ivoorkust ·
Joegoslavië ·
Kaapverdië ·
Kameroen ·
Kazachstan ·
Koeweit ·
Kroatië ·
Letland ·
Liechtenstein ·
Litouwen ·
Luxemburg ·
Malta ·
Marokko ·
Mexico ·
Moldavië ·
Mozambique ·
Nederland ·
Nieuw-Zeeland ·
Nigeria ·
Noord-Ierland ·
Noord-Korea ·
Noord-Macedonië ·
Noorwegen ·
Oekraïne ·
Oostenrijk ·
Panama ·
Paraguay ·
Polen ·
Qatar ·
Roemenië ·
Rusland ·
Saoedi-Arabië ·
Schotland ·
Servië ·
Slovenië ·
Slowakije ·
Sovjet-Unie ·
Spanje ·
Tsjechië ·
Tsjecho-Slowakije ·
Tunesië ·
Turkije ·
Uruguay ·
Verenigde Staten ·
Wales ·
Zuid-Afrika ·
Zuid-Korea ·
Zweden ·
Zwitserland
Angola (2006) ·
België (2021) ·
Brazilië (2010) · 
Denemarken (2012) ·
Duitsland (2006) ·
Duitsland (2008) ·
Duitsland (2012) ·
Duitsland (2014) ·
Duitsland (2021) ·
Engeland (2000) ·
Engeland (2006) ·
Frankrijk (2006) ·
Frankrijk (2016) ·
Frankrijk (2021)  ·
Ghana (2014) ·
Griekenland (2004, 2) · 
Hongarije (2021) · 
IJsland (2016) · 
Iran (2006) ·
Iran (2018) ·
Marokko (2018) ·
Marokko (2022) ·
Mexico (2006) ·
Nederland (2006) ·
Nederland (2012) ·
Oostenrijk (2016) · 
Spanje (2012) · 
Spanje (2018) ·
Tsjechië (2008) ·
Tsjechië (2012) · 
Turkije (2008) ·
Verenigde Staten (2014) ·
Uruguay (2018) ·
Zuid-Korea (2022) · 
Zwitserland (2008) · 
Zwitserland (2022)
SFV · A-internationals · Selecties · Bondscoaches · Zwitsers vrouwenelftal · Olympisch elftal · Zwitserland U21 · Zwitserland U19 · Zwitserland U18 · Zwitserland U17 · Zwitserland U16 · Vrouwen U17
1905 – 1919 · 
1920 – 1929 · 
1930 – 1939 · 
1940 – 1949 · 
1950 – 1959 · 
1960 – 1969 · 
1970 – 1979 · 
1980 – 1989 · 
1990 – 1999 · 
2000 – 2009 · 
2010 – 2019 · 
2020 – 2029
EK's: 1996 · 
2004 · 
2008 · 
2016 · 
2020 · 
2024
WK's: 1934 · 
1938 · 
1950 · 
1954 · 
1962 · 
1966 · 
1994 · 
2006 · 
2010 · 
2014 · 
2018 · 
2022
OS: 1924 · 
1928 · 
2012
1905 · 
1906 · 1907 · 
1908 · 
1909 · 
1910 · 
1911 · 
1912 · 
1913 · 
1914 · 
1915 · 
1916 · 
1917 · 
1918 · 
1919 · 
1920 · 
1921 · 
1922 · 
1923 · 
1924 · 
1925 · 
1926 · 
1927 · 
1928 · 
1929 · 
1930 · 
1931 · 
1932 · 
1933 · 
1934 · 
1935 · 
1936 · 
1937 · 
1938 · 
1939 · 
1940 · 
1941 · 
1942 · 
1943 · 
1944 · 
1945 · 
1946 · 
1947 · 
1948 · 
1949 · 
1950 · 
1952 ·
1952 · 
1953 · 
1954 · 
1955 · 
1956 · 
1957 · 
1958 · 
1959 · 
1960 · 
1961 · 
1962 · 
1963 · 
1964 · 
1965 · 
1966 · 
1967 · 
1968 · 
1969 · 
1970 · 
1971 · 
1972 · 
1973 · 
1974 · 
1975 · 
1976 · 
1977 ·
1978 · 
1979 · 
1980 · 
1981 · 
1982 · 
1983 · 
1984 · 
1985 · 
1986 · 
1987 · 
1988 · 
1989 · 
1990 ·
1991 · 
1992 · 
1993 · 
1994 ·
1995 · 
1996 · 
1997 · 
1998 · 
1999 · 
2000 · 
2001 · 
2002 · 
2003 · 
2004 · 
2005 · 
2006 · 
2007 · 
2008 · 
2009 · 
2010 · 
2011 · 
2012 · 
2013 ·
2014 ·
2015 ·
2016 ·
2017 ·
2018 ·
2019 ·
2020 ·
2021 ·
2022
Albanië ·
Algerije · 
Andorra · 
Argentinië ·
Australië ·
Azerbeidzjan ·
België ·
Bolivia ·
Bosnië en Herzegovina ·
Brazilië ·
Bulgarije ·
Canada ·
Chili ·
China ·
Colombia ·
Costa Rica ·
Cyprus ·
Denemarken ·
DDR ·
Duitsland ·
Ecuador ·
Egypte ·
Engeland · 
Estland ·
Faeröer ·
Finland ·
Frankrijk ·
Georgië ·
Ghana ·
Gibraltar ·
Griekenland ·
Honduras ·
Hongarije ·
Hongkong ·
Ierland ·
IJsland ·
Israël ·
Italië ·
Ivoorkust ·
Jamaica ·
Japan ·
Joegoslavië ·
Kameroen ·
Kenia ·
Kosovo ·
Kroatië ·
Letland ·
Liechtenstein ·
Litouwen ·
Luxemburg ·
Malta ·
Marokko ·
Mexico ·
Moldavië ·
Montenegro ·
Nederland ·
Nigeria ·
Noord-Ierland ·
Noorwegen ·
Oekraïne ·
Oman ·
Oostenrijk ·
Panama ·
Peru ·
Polen ·
Portugal ·
Qatar ·
Roemenië ·
Rusland ·
Saarland ·
San Marino ·
Schotland ·
Servië ·
Slovenië ·
Slowakije ·
Sovjet-Unie · 
Spanje ·
Togo ·
Tsjechië ·
Tsjecho-Slowakije ·
Tunesië ·
Turkije ·
Uruguay ·
Venezuela ·
VA Emiraten ·
Verenigde Staten ·
Wales ·
Wit-Rusland ·
Zimbabwe ·
Zuid-Korea ·
Zweden
Albanië (2016) ·
Argentinië (2014) ·
Brazilië (2018) ·
Chili (2010) ·
Costa Rica (2018) ·
Ecuador (2014) ·
Frankrijk (2006) ·
Frankrijk (2014) ·
Frankrijk (2016) ·
Frankrijk (2021) ·
Honduras (2010) · 
Honduras (2014) · 
Italië (2021) · 
Oekraïne (2006) ·
Portugal (2008)  · 
Portugal (2022) · 
Roemenië (2016) · 
Servië (2018) ·
Spanje (2010) ·
Spanje (2021) ·
Togo (2006) ·
Tsjechië (2008) ·
Turkije (2008) ·
Turkije (2021) ·
Wales (2021) ·
Zuid-Korea (2006) ·
Zweden (2018)